# Dwayne Whylly
Dwayne Desmond Whylly Junior (ur. 26 listopada 1986 w Nassau) – bahamski piłkarz grający na pozycji bramkarza. W swojej karierze rozegrał 16 meczów w reprezentacji Bahamów.

## Kariera klubowa
Swoją karierę piłkarską Whylly rozpoczynał w 2004 roku w amerykańskim klubie Yale Bulldogs. Następnie grał w takich klubach jak: amerykański Albany Admirals (2006), ponownie Yale Bulldogs (2006-2007), angielskie Oxford City Nomards (2008-2010) i Witney United (2010-2011) oraz szwajcarski FC Le Parc (2011-2013). W latach 2018–2021 był graczem bahamskiego Dynamos FC. W sezonie 2018/2019 wywalczył z nim mistrzostwo Bahamów.

## Kariera reprezentacyjna
W reprezentacji Bahamów Whylly zadebiutował 26 marca 2004 w zremisowanym 1:1 meczu eliminacji do MŚ 2006 z Dominiką, rozegranym w Nassau. Od 2004 do 2019 rozegrał w kadrze narodowej 16 meczów.